# Miss Korea (serie de televisión)
Miss Korea (en hangul, 미스코리아) titulada en español como Señorita Corea, es una serie de televisión de Corea del Sur emitida originalmente en 2013 y protagonizada por Lee Yeon Hee y Lee Sun Kyun. Fue emitida en su país de origen por MBC desde el 18 de diciembre de 2013 hasta el 26 de febrero de 2014, finalizando con una longitud de 20 episodios al aire los días miércoles y jueves a las 21:55 (KST). La serie toma lugar en 1997 durante la Crisis financiera asiática.

## Argumento
Debido al mal estado financiero durante la crisis del FMI en 1997, para salvar la empresa de cosméticos, Hyung Joon (Lee Sun Kyun), junto con sus compañeros de trabajo hacen el intento de convertir a Ji Young (Lee Yeon Hee) de 25 años de edad en Miss Korea, un concurso de belleza a nivel nacional. De vuelta en sus días de secundaria, anteriormente Ji Young fue la chica más hermosa y popular en el campus, pero ahora trabaja como una chica del ascensor.

## Reparto

### Principal
- Lee Yeon Hee como Oh Ji Young.
- Lee Sun Kyun como Kim Hyung Joon.

### Secundario
- Lee Mi Sook como Ma Ae Ri.
- Lee Sung-min como el profesor Jung Sun Saeng.
- Song Sun Mi como Go Hwa Jung.
- Lee Ki Woo como Lee Yoon.
- Go Sung Hee como Kim Jae Hee.
- Heo Tae Hee como Jefe de sección Yoon.
- Kang Han Na como Im Sun Joo.
- Ha Yun Joo como Shin Sun Young.
- Park Guk Sun como Choi Soo Yeon.
- Go In Bum como Padre de Jae Hee.
- Kang Tae-oh como Hijo de Ma Ae Ri.
- Park Ha Na como Han So Jin.
- Moon Ji In como Kim Yoo Ra.
- Yoo Eun Ho como Jung Eun Ah.
- Kim Ye Won como Lee Young Sun.
- Jung Seung Kil como Presidente Hwang.
- Hong Ji Min como Yang Choon Ja.
- Oh Jung-se como Kim Hong Sam.
- Choi Jae Hwan como Kim Kang Woo.
- Jo Sang Ki como Kim Kang Shik.
- Jang Won Young como Manager Park.
- Jang Yong como Oh Jong Goo.
- Jung Kyu Soo como Oh Myun Sang.
- Jung Suk Yong como Oh Woong Sang.
- Baek Bong Ki como Oh Ji Suk.
- Im Ye Jin como Go Bong Hee.
- Ye Won como Lee Young Sun.
- Choi Hyun Seo como Kim Hye Mi.
- Jo Woo-jin como el gerente de tienda por departamentos "Dream".
- Oh Min-ae como la directora Choi.

## Recepción

### Audiencia
| Ep. #    | Fecha de emisión        | Share        | Share        | Share       | Share       |
| Ep. #    | Fecha de emisión        | TNmS Ratings | TNmS Ratings | AGB Nielsen | AGB Nielsen |
| Ep. #    | Fecha de emisión        | Nacional     | Seúl         | Nacional    | Seúl        |
| -------- | ----------------------- | ------------ | ------------ | ----------- | ----------- |
| 1        | 18 de diciembre de 2013 | 7.6 %        | 8.7 %        | 7.0 %       | 8.0 %       |
| 2        | 19 de diciembre de 2013 | 7.1 %        | 9.5 %        | 7.3 %       | 8.4 %       |
| 3        | 25 de diciembre de 2013 | 8.2 %        | 10.6 %       | 7.7 %       | 8.1 %       |
| 4        | 26 de diciembre de 2013 | 8.1 %        | 9.9 %        | 7.7 %       | 8.5 %       |
| 5        | 1 de enero de 2014      | 8.1 %        | 8.9 %        | 9.5 %       | 10.8 %      |
| 6        | 2 de enero de 2014      | 8.3 %        | 10.2 %       | 8.9 %       | 9.6 %       |
| 7        | 8 de enero de 2014      | 6.9 %        | 7.6 %        | 7.4 %       | 8.4 %       |
| 8        | 9 de enero de 2014      | 8.5 %        | 11.0 %       | 8.5 %       | 9.4 %       |
| 9        | 15 de enero de 2014     | 6.8 %        | 7.9 %        | 6.8 %       | 7.7 %       |
| 10       | 16 de enero de 2014     | 7.9 %        | 9.8 %        | 7.1 %       | 7.6 %       |
| 11       | 22 de enero de 2014     | 7.3 %        | 9.0 %        | 7.1 %       | 7.2 %       |
| 12       | 23 de enero de 2014     | 8.6 %        | 8.6 %        | 6.7 %       | 7.5 %       |
| 13       | 29 de enero de 2014     | 5.6 %        | 6.5 %        | 5.9 %       | 6.8 %       |
| 14       | 30 de enero de 2014     | 8.9 %        | 9.8 %        | 8.6 %       | 10.0 %      |
| 15       | 5 de febrero de 2014    | 6.4 %        | 7.4 %        | 6.8 %       | 7.8 %       |
| 16       | 6 de febrero de 2014    | 7.5 %        | 8.2 %        | 7.3 %       | 8.2 %       |
| 17       | 13 de febrero de 2014   | 5.7 %        | 6.2 %        | 4.8 %       | 4.9 %       |
| 18       | 19 de febrero de 2014   | 6.8 %        | 7.9 %        | 7.0 %       | 8.6 %       |
| 19       | 20 de febrero de 2014   | 5.8 %        | 7.0 %        | 5.9 %       | 7.3 %       |
| 20       | 26 de febrero de 2014   | 5.5 %        | 5.6 %        | 6.2 %       | 7.0 %       |
| Promedio | Promedio                | 7.2 %        | 8.4 %        | 7.2 %       | 8.1 %       |

## Premios y nominaciones
| Año  | Premio             | Categoría                                           | Nominado     | Resultado |
| ---- | ------------------ | --------------------------------------------------- | ------------ | --------- |
| 2014 | Korea Drama Awards | Mejor nueva actriz                                  | Ko Sung Hee  | Nominado  |
| 2014 | MBC Drama Awards   | Premio Top a la Excelencia, Actriz en una Miniserie | Lee Yeon Hee | Nominado  |
| 2014 | MBC Drama Awards   | Premio a la excelencia, Actor en una Miniserie      | Lee Sun Kyun | Nominado  |
| 2014 | MBC Drama Awards   | Premio dorado de actuación, Actriz                  | Lee Mi Sook  | Ganador   |
| 2014 | MBC Drama Awards   | Mejor nueva actriz                                  | Ko Sung Hee  | Ganador   |

## Emisión internacional
- Estados Unidos: MBC America.
- Hong Kong: TVB Japanese Drama (28 de septiembre ~ 30 de noviembre de 2014), TVB Window (3 de febrero ~ 2 de marzo de 2015)  y J2 (7 de abril ~ 14 de mayo de 2015).
- Japón: KCTV (12 de julio ~ 14 de septiembre de 2014) y BS Nippon (1 de febrero ~  10 de marzo de 2015).